# Ivan Jakovlevič Žilin
Ivan Jakovlevič Žilin (in russo Иван Яковлевич Жилин?; Voronež, 26 ottobre 1871, 14 ottobre del calendario giuliano – Mosca, 9 dicembre 1922) è stato un rivoluzionario e politico russo.

## Biografia
Ivan Jakovlevič Žilin nacque a Voronež nella famiglia di un commerciante e di una nobildonna che era stata data in sposa contro la propria volontà e che non amava né il marito né il figlio. Rimase orfano di padre all'età di quattro mesi e per alcuni anni la famiglia visse in condizioni di agiatezza che con il tempo vennero meno e la madre dovette iniziare a lavorare come sarta. Alla sorella Elena Jakovlevna, maggiore di due anni, fu garantita la possibilità di studiare, mentre Ivan Jakovlevič fu cresciuto ed educato dalla bambinaia Varvara Ivanovna Chibina. Oltre che dalla personalità della bambinaia, la visione del mondo di Žilin fu influenzata dal suo lavoro come funzionario dell'erario e del palazzo di giustizia, durante il quale prese contatto con le dure condizioni di vita dei contadini e si avvicinò dapprima al movimento Narodnaja volja e poi, esiliato nel Governatorato di Vjatka, al marxismo. Rientrato nel 1900 a Voronež, fondò un'organizzazione legata all'Iskra e appoggiò le posizioni di Lenin nella fase della rottura tra bolscevichi e menscevichi. Ripetutamente arrestato, nei periodi di libertà operò a Mosca, Tver' e Liegi, dove fu segretario del gruppo bolscevico. Durante la Rivoluzione d'ottobre fu nel Comitato militare rivoluzionario moscovita e in seguito rivestì vari ruoli organizzativi in ambito economico nella fase del passaggio delle aziende alla proprietà collettiva. Dal 1919, con l'infuriare della guerra civile, pur congedato dall'esercito per motivi di salute, tornò al fronte come volontario. Tornato a Mosca fu assistente del rettore dell'Università Sverdlov e poi del capo della Direzione generale per l'istruzione militare. Morì di tubercolosi nel 1922 e fu sepolto nella necropoli delle mura del Cremlino.